# Nuci, Călărași
Nuci (în trecut, Pârlita) este un sat în comuna Vasilați din județul Călărași, Muntenia, România.